# 姚瑞中
姚瑞中（英語：Yao Jui-Chung；1969年—），台灣當代藝術家。

## 生平
1969年出生於台灣台北，1994年國立台北藝術大學美術系畢業。目前居住在台北市。曾參加1997年威尼斯雙年展、2005年橫濱三年展、2009年亞太三年展、2012年上海雙年展、2013年北京攝影雙年展、「集群藝術獎」得主，2014年深圳國際雕塑雙年展、威尼斯建築雙年展、首爾國際媒體藝術雙年展、英國曼徹斯特亞洲藝術三年展、新加坡「亞太藝術獎公眾獎」得主，2015年亞洲雙年展、2016年雪梨雙年展、2018年「台新獎」得主，並再次受邀於上海雙年展展出。1992至1997年曾擔任「天打那實驗體」團長、1994年任楊德昌電影「獨立時代」美術指導、1997年與同學創辦「非常廟」、2006至2009年擔任「非常廟藝文空間」執行長等工作。
曾擔任台北市立美術館、高雄市立美術館與國立台灣美術館典藏委員，以及文化部駐村計劃暨國際交流與藝術單位營運、國家藝術基金會、台北市文化局及新北市文化局藝文補助、台北獎、高雄獎、南瀛獎、宜蘭獎、桃園獎、台北數位藝術獎、台北公共藝術、台北攝影新人獎、亞洲文化協會台灣獎助計劃、澳門藝術館、金門攝影獎、新北市美展、集保藝術獎、全國美展⋯⋯等評審委員。曾客座於國立台北藝術大學、並曾兼任於國立台灣科技大學、國立台北教育大學、實踐大學與北藝大。目前為國立台灣師範大學美術系兼任副教授，國家文化藝術基金會董事，幻影堂負責人。

## 外部連結
- 姚瑞中：我的藝術，不是要讓觀看者舒服！ - 今周刊 （页面存档备份，存于）